# Pan de Azúcar
Pan de Azúcar − miasto w południowo-zachodniej części departamentu Maldonado w Urugwaju. Położone jest na skrzyżowaniu dróg Ruta 9 i Ruta 60, około 10 km na północ od miasta Piriápolis i wybrzeża Atlantyku. Miasto leży u stóp wzgórza Cerro Pan de Azúcar.

## Historia
Pan de Azúcar zostało założone w 1874 roku przez Félix de Lizarza. Status miasta uzyskało 7 września 1961 roku na mocy Ustawy nr 12.908

## Ludność
W 2004 populacja miasta wynosiła 7,098 mieszkańców.
| Rok  | Populacja |
| ---- | --------- |
| 1963 | 4,176     |
| 1975 | 5,125     |
| 1985 | 5,513     |
| 1996 | 6,532     |
| 2004 | 7,098     |

Źródło: Instituto Nacional de Estadística de Uruguay